# Ryan Shawcross
Ryan James Shawcross (sinh ngày 4 tháng 10 năm 1987) là một cựu cầu thủ bóng đá người Anh từng thi đấu ở vị trí trung vệ.

## Danh hiệu
Stoke City
- Á quân Cúp FA: 2011
- Á quân EFL Championship: 2007–08 [4]

Cá nhân
- Cầu thủ xuất sắc nhất tháng Football League Championship: Tháng 10 năm 2008 [5]
- Đội PFA của năm: Championship 2007–08[6]
- Cầu thủ xuất sắc nhất năm của Stoke City: 2013–14 [7]